# Базковская
Базковская (до 1943 года — хутор Базки) — станица в Шолоховском районе Ростовской области.
Административный центр Базковского сельского поселения.

## История
Хутор образован в XVII веке. В «Донских епархиальных ведомостях» за 1884 год отмечалось, что хутор Базки располагался на возвышенности, которая «служила базами во время весеннего половодья старому городку Вёшки». Донской писатель Михаил Александрович Шолохов характеризуя эти населённые пункты в романе «Тихий Дон» писал: «На пологом песчаном левобережье, над Доном, лежит станица Вёшенская, старейшая из верховых донских станиц… Против станицы выгибается Дон кобаржиной татарского сагайдака, будто заворачивает вправо, и возле хутора Базки вновь величаво прямится, несёт зеленоватые, просвечивающие голубизной воды мимо меловых отрогов правобережных гор, мимо сплошных с правой стороны хуторов, мимо редких с левой стороны станиц до моря, до синего Азовского».
В конце 19 века хутор стал крупным пунктом торговли хлебом, промтоварами, сельхозмашинами. Первая школа в Базках построена в 1904 году, в 1920 году — образована первая в округе Базковская трудовая земледельческая артель из 40 дворов. В 1929 году создано Базковское сельпо, в 1930 году — почтовое отделение.
С 1935 года Базки стал районным центром, Базковский район просуществовал до ноября 1956 года, затем он был вновь возвращён в состав Вёшенского района.
С 11 июля по 17 декабря 1942 года хутор был оккупирован фашистами, Базки подвёргся большим разрушениям. После освобождения базковские жители сдали в фонд Красной Армии более 100 тысяч пудов зерна, за это в марте 1943 года И. В. Сталин прислал базковцам благодарность, в которой впервые назвал хутор станицей Базковская.
В советское время в Базках были построены: нефтяная база, МТС (РТС, «Сельхозтехника»), электростанция, кирпичный завод, элеватор и др. Колхоз «Тихий Дон» (затем совхоз, ныне СПК) — стал крупным производителем сельхозпродукции.

### Михаил Шолохов в Базках
Известный донской писатель Михаил Александрович Шолохов не один раз приезжал в хутор Базки. В период с 19 июня 1924 года и до 20 января 1927 года в Базках Михаил Шолохов встречался с прототипом главного героя романа «Тихий Дон» — с Х. В. Ермаковым. Встречи проходили в доме А. Г. Солдатова. Ординарец Ермакова во время Вёшенского восстания — Я. Ф. Пятиков вспоминал: «Михаил Александрович Шолохов приезжал к Харлампию Васильевичу в Базки, и не раз. И подолгу беседовали они. Всё, конечно, о войне германской и гражданской… Имел Ермаков от Шолохова книжечку его рассказов и письмо…». Дочь Х. В. Ермакова — Пелагея Харлампиевна Шевченко подтверждает встречу отца с Шолоховым: «В 1926 году Михаил Александрович Шолохов — тогда молодой, чубатый, голубоглазый — частенько приезжал в Базки к отцу. Бывало, мы… играемся, или учим уроки, а Михаил Александрович придёт и говорит мне: „А ну, чернявая, на одной ноге смотайся за отцом!“ Отец приходил к Шолохову, и они подолгу гутарили у раскрытого окна перед Доном — и до самой зари, бывало…».
Михаил Шолохов в романе «Тихий Дон» слова «Базки», «базковский» упомянул 32 раза.

## География
Расстояние до районного центра с учётом доступа транспортом — 5 км.

### Улицы
| - пер. Береговой, - пер. Больничный, - пер. Вишневый, - пер. Восточный, - пер. Кирова, - пер. Кирпичный, - пер. Кривошлыкова, | - пер. Майский, - пер. Нефтяников, - пер. Пановский, - пер. Попова, - пер. Придонский, - пер. Садовый, - пер. Степана Разина, | - пер. Строительный, - пер. Харлампия Ермакова, - пер. Чапаева, - пер. Школьный, - пер. Южный, - ул. Автострадная, - ул. Библиотечная, | - ул. Зотьева, - ул. Калинина, - ул. Ленина, - ул. Новый поселок, - ул. Подтелкова, - ул. Почтовая, - ул. Советская. |

## Население
| 2010 |
| ---- |
| 2600 |

По данным на 1 января 2009 года численность населения составляла 2594 человека.

## Достопримечательности
- Церковь Сретения Господня.[7]